# Reiter der schwarzen Sonne

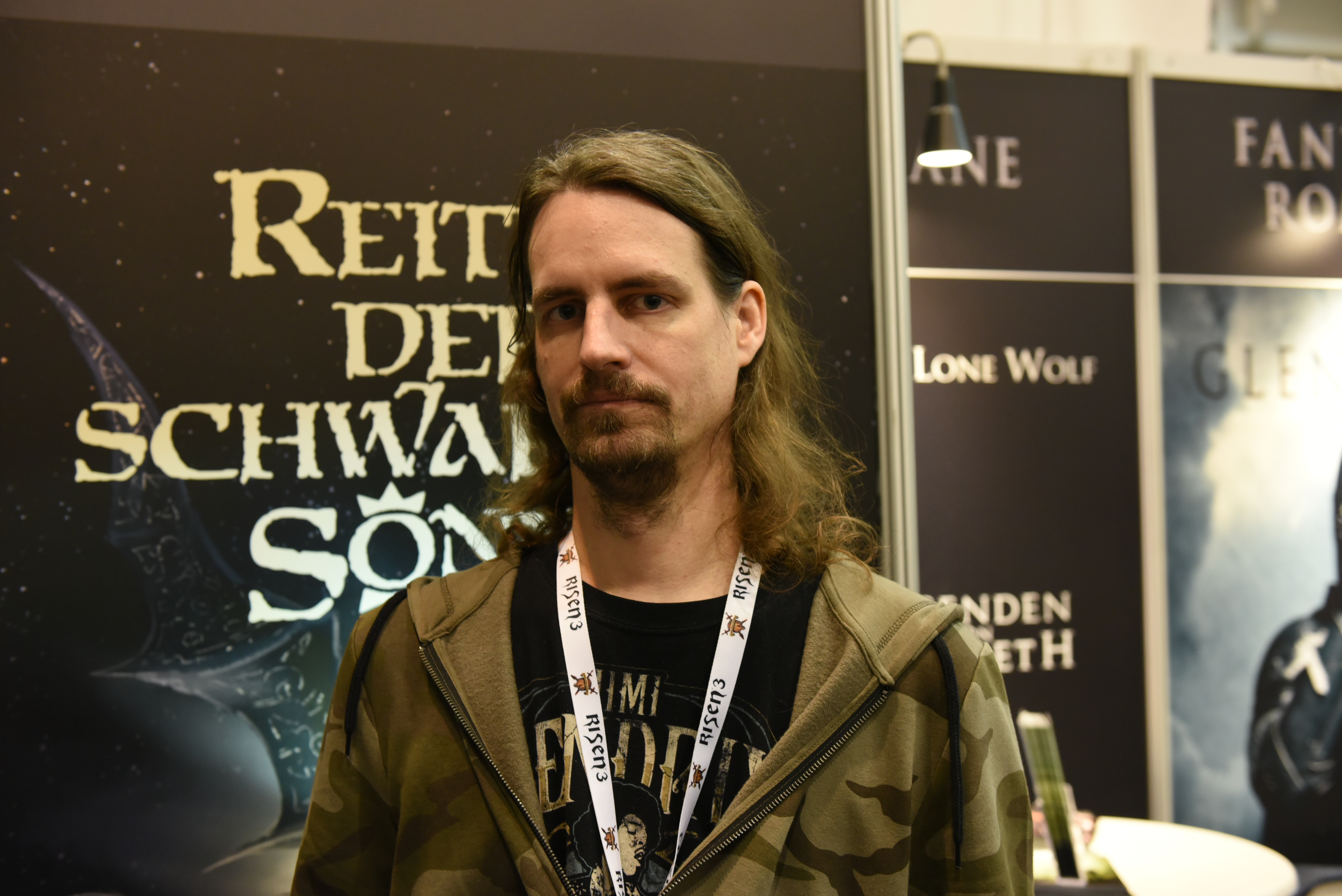
Der Autor Swen Harder 2017 auf den Internationalen Spieltagen 2017 in Essen vor einem Plakat des Buches Reiter der schwarzen Sonne

Reiter der schwarzen Sonne ist ein Spielbuch des deutschen Autors Swen Harder, das 2012 im Mantikore-Verlag erschienen ist. Das Spiel baut auf dem Prinzip bekannter Spielbücher wie Einsamer Wolf auf und verbindet die Lektüre mit einem Rollenspielsystem, das an klassische Pen-&-Paper-Rollenspiele angelehnt ist. 2014 wurde das Spielbuch mit dem Deutschen Rollenspielpreis ausgezeichnet.

## Spielweise

### Hintergrundgeschichte
Die Hintergrundgeschichte des Romans Reiter der schwarzen Sonne ist eine klassische Fantasy-Geschichte. Der Leser übernimmt die Rolle eines „Ugarith“, eines Meisters der Nacht, der im Schlafgemach des Sonnenpriesters Kathum, dem Priesterkaiser der Göttin Kar, aufwacht und sich nicht mehr an seinen Namen und daran, wie er hierher gelangt ist, erinnern kann. Der Priester liegt erschlagen in dem Raum und dem Protagonisten haftet das Blut des Mannes an den Händen. Seine Aufgabe ist es, zu fliehen und herauszufinden, wer er ist und wie es zu dem Mord an dem Priester kam.

### Spielregeln
Die Spielregeln für das Spielbuch bauen zum einen auf den für alle Fantasy-Spielbücher geltenden Regeln auf und ergänzen diese durch die Charakterentwicklung, die an Pen-&-Paper-Rollenspiele angelehnt ist. Der Spieler und Leser benutzt als Charakterbogen ein „Abenteuerblatt“, auf dem seine Charaktereigenschaften wie Stärke, Karma, Geschick, Wut und Reitereigenschaften sowie mitgenommene Gegenstände, Waffen und Geld notiert werden. Darüber hinaus kann der Spieler erhaltene Schicksalspunkte verzeichnen und Notizen zur Geschichte machen. Darüber hinaus gibt es ein Kampfblatt, einen Mondkalender und eine Karte der fiktiven Welt des nördlichen Pakonia im Buch und auch als Download.
Der Leser und damit Protagonist des Romans kann die Geschichte jeweils an den Enden der einzelnen Abschnitte innerhalb der Sektionen durch verschiedene Entscheidungen und auch durch Zufallsmechanismen und Kämpfe in verschiedene Richtungen steuern, wodurch sich jeweils eine andere Geschichte ergibt. Als Zufallsgenerator dienen die Seiten des Buches, auf denen jeweils Mondphasen und Würfel abgebildet sind, die das Ergebnis beim zufälligen Aufschlagen einer Seite beeinflussen. An einigen Stellen kann die Geschichte auch zum Tod des Protagonisten führen, womit die jeweilige Geschichte dann auch endet und der Spieler das aktuelle Kapitel erneut spielen muss. Einige Entscheidungen führen zu Bonuskapiteln am Ende des Buches, die die Geschichte weiter beeinflussen können.

## Hintergrund und Rezeption
Reiter der schwarzen Sonne ist das erste Spielbuch des deutschen Autors Swen Harder. Es erschien beim Mantikore-Verlag in der 1. Auflage am 24. Oktober 2012 zu den Internationalen Spieltagen SPIEL '12 in Essen als Standard-Fassung und in einer auf 111 Bücher limitierten Special Edition mit rotem Drachenstempel mit laufender Nummer. 2013 erhielt das Buch den RPC Fantasy Award der Role Play Convention in Köln und 2014 wurde es mit dem Deutschen Rollenspielpreis ausgezeichnet, wobei die Laudatio von Per Dittmann („Erdenstern“) übernommen wurde.
Bis 2017 erschien das Buch in sechs Auflagen, die jeweils von einer Special Edition begleitet wurden. Wie beim später erschienenen zweiten Spielbuch von Harder, Metal Heroes – and the Fate of Rock, wurden die Illustrationen von dem Berliner Zeichner FuFu Frauenwahl übernommen, wobei die zweite Auflage ein neues Cover erhielt und grafisch überarbeitet wurde. Auch inhaltlich wurde die Auflage überarbeitet und zudem mit einem Epilog ergänzt. Nach Angaben des Verlags handelt es sich bei Reiter der schwarzen Sonne mit mehr als 1350 Sektionen und etwa 750 Seiten um das umfassendste je veröffentlichte Spielbuch.
2017 starteten Autor und Illustrator eine Kampagne bei Kickstarter.com zur Finanzierung einer englischsprachigen Ausgabe, bei der mit fast 1000 Unterstützern mehr als 40.000,- € gesammelt werden konnten.
Im November 2018 erschien Reiter der schwarzen Sonne in der 7. Auflage und zum ersten Mal als Hardcover. Aufgrund der erfolgreichen Kickstarter-Kampagne konnten auch Elemente der englischen Fassung in die deutsche übernommen werden. Neben weiteren Illustrationen wurde ein Bonus-Kapitel mit einem weiblichen Hauptcharakter hinzugefügt. Somit stieg der Umfang auf 1.406 Sektionen an.

## Ausgewählte Ausgaben und Übersetzungen
- Swen Harder: Reiter der schwarzen Sonne. 1. Auflage Mantikore-Verlag, Frankfurt 2012. ISBN 978-3939212-60-7
- Swen Harder: Reiter der schwarzen Sonne. 8. Auflage Mantikore-Verlag, Frankfurt 2017. ISBN 978-3961880805

- Rider of the Back Sun (Englisch), November 2018, ISBN 978-3961880812
- Rytíř temného slunce (Tschechisch), Juni 2017, ISBN 978-8087761281
- Il Cavaliere del Sole Nero (Italienisch), Oktober 2019, ISBN 978-8899949396

## Belege
1. 1 2  Abenteuerblatt und Regelwerk zu Reiter der schwarzen Sonne. (Download einiger Materialien auf der Offiziellen Website)
2. ↑  RPC 2013: Der Fantasy Award - Video von der Preisverleihung mit Mháire Stritter. buffed.de, 24. Juni 2013; abgerufen am 22. Dezember 2017.
3. ↑  Die Preisträger des Deutschen Rollenspielpreises 2014 auf deutscher-rollenspielpreis.de; abgerufen am 22. Dezember 2017.
4. ↑  Rider of the Black Sun, Kampagne auf kickstarter.com; abgerufen am 22. Dezember 2017.
5. ↑  Swen Harder: 7. Auflage als Hardcover erschienen – Reiter der schwarzen Sonne. Abgerufen am 24. Dezember 2018 (deutsch).